# Judith und Holofernes (Nestroy)
Judith und Holofernes ist eine Travestie in einem Acte von Johann Nestroy. Die Erstaufführung fand am 13. März 1849 im Wiener Carltheater statt.

## Inhalt
Der eitle Feldherr Holofernes sonnt sich in seinem Kriegsruhm, behandelt Botschafter unterworfener Königreiche verächtlich und spottet über seinen König Nebukadnezar (bei Nestroy Nabucadnezar), für dessen Erfolge er allein verantwortlich sei.
„Ich bin der Glanzpunkt der Natur, noch hab' ich keine Schlacht verloren, ich bin die Jungfrau unter Feldherrn. Ich möcht' mich einmahl mit mir selbst zusammenhetzen nur um zu sehen, wer der Stärckere is', ich oder ich.“ (3te Scene)
Als er erfährt, dass sich das Volk von Bethulien (eine Stadt der Hebräer) noch nicht unterworfen hat, macht er sich sogleich mit seinen Soldaten auf den Weg dorthin, um sie zu vernichten. Die Bethulische Armee sei schwach, doch wirke der Himmel Wunder für sie, was ihn nicht beeindruckt:
„Auf also, nach Bettltuttien!“ (9te Scene)
Ammon und Hosea sind von der gewaltigen Armee vor den Toren ihrer Stadt entsetzt. In ihrem Gespräch dreht sich dennoch alles um die Sorge, dass die Aktien fallen würden und wie man aus der Situation Gewinn machen könnte. Die zu den Waffen gerufenen Bürger zeigen keine Lust, tatsächlich in eine Schlacht zu ziehen. Auch der Hohepriester Jojakim weiß keinen Trost:
„Wenn ihr auch Alle solltet umkommen von den Schwerdtern der Feinde, so denckt, daß ihr’s so verdient habt durch eure Sünden.“ (12te Scene)
Als Assad vorschlägt, Holofernes das Stadttor zu öffnen und ihn als Herrscher anzuerkennen, spricht sein stummer Bruder Daniel plötzlich und fordert, Assad zu steinigen. Weil Nathan verkündet, alle Aktien würden um 50 Prozent fallen, fordert Daniel, auch Nathan zu steinigen und gleich Heman mit dazu, der Daniels Kleiderschulden bei ihm erwähnt. Assad beschwichtigt die Bürger:
„Sie müssen ja nehmen, er is blind, und sieht nicht, was er red’t.“ (17te Scene)
Jojakims Sohn Joab kommt auf die Idee, sich als Judith verkleidet in das Lager des Holofernes zu schleichen. Siegessicher kündigt Holofernes die Brandschatzung Bethuliens für den folgenden Tag an. Als Judith verkleidet, erscheint Joab im Zelt des Holofernes, der sofort Gefallen an der schönen Hebräerin findet und sie deshalb zu sich nimmt. Joab/Judith erzählt ihm, warum sie zwar Witwe, trotzdem aber noch Jungfrau sei:
„Ich bin die einzige, durch ein Schicksal, ein rasses,
Und wer is schuld d’ran? Der Manasses.“ (24ste Scene)
Während Holofernes einen scheinbaren Rausch ausschläft, glaubt Joab, die Gelegenheit zur Ermordung des verhassten Belagerers gefunden zu haben. Er schlägt ihm den Kopf ab, doch Holofernes hat dies geahnt und eine Puppe mit Pappkopf vorbereitet. Nun will er Joab festnehmen lassen, seine Soldaten sind aber geflüchtet, als ihnen Joab den Pappkopf zeigte. So gelingt es den Hebräern, das Lager einzunehmen und Holofernes gefangen zu nehmen.

## Werksgeschichte
Viele Jahre nach den erfolgreichen Parodien Der gefühlvolle Kerckermeister (1832), Zampa der Tagdieb (1832), Robert der Teuxel (1833) und Weder Lorbeerbaum noch Bettelstab (1835) versuchte sich Nestroy mit Martha oder Die Mischmonder Markt-Mägde-Miethung (1848) abermals in diesem Genre. Am 13. März 1849 war dann die Uraufführung des Werkes Judith und Holofernes, einer Persiflage der Tragödie Judith von Friedrich Hebbel. Das Hebbel-Drama war in Berlin und Hamburg sehr erfolgreich gewesen, auch in Wien fand es große Zustimmung – die das militärisch-heldenhafte parodierende Version Nestroys war nicht weniger erfolgreich. Insgesamt brachte es das Werk zu Nestroys Lebzeiten auf 67 Aufführungen.
Nestroy schaffte es, die 5 Akte der Tragödie in einem einzigen zusammenzufassen, obwohl er einige Szenen des Hebbelschen Stückes nahezu unverändert, wenn auch parodistisch, verwendet hatte. Das für jede Parodie gefährliche Element eines sexuellen Problemes, Hebbels Kernthema, hatte Nestroy durch die Verwandlung der geschändeten Witwe Judith in ihren verkleideten Bruder Joab (der im Original nicht vorkommt) vor dem Abgleiten ins Obszöne bewahrt und stattdessen ins harmlos-burleske umgelenkt. Auch die Schilderung der Hochzeitsnacht zwischen Judith und Manasses ist ähnlich humoristisch entschärft. Den bei Hebbel vorkommenden Hauptmann Ephraim, der in Judith verliebt ist, hatte Nestroy ursprünglich ebenfalls in sein Stück aufgenommen, die Szenen zwischen ihm und Judith/Joab allerdings dann wieder entfernt.
Bei den ersten Vorstellungen wurde der Name Nestroys als Autor nicht genannt, vermutlich wegen Nestroys Respekt vor Hebbel (nach Ahrens), eventuell aber auch, um sich der harschen Kritik seines Feindes Moritz Gottlieb Saphir zu entziehen (nach Rommel). Ab 1856 stand er dann allerdings auf dem Theaterzettel. Im März 1849 wurde das Stück neunmal im Carltheater aufgeführt, der Grund für die Absetzung ist nicht mehr bekannt, McKenzie vermutet einen Druck von Seiten mancher Kritiker wegen der angeblich antijüdischen Tendenz des Werkes. Ab 1856 war es wieder im Carltheater zu sehen und 1861/62 im Theater am Franz-Josefs-Kai.
Johann Nestroy spielte den Volontär Joab, Wenzel Scholz den Holofernes, Alois Grois den blinden Daniel, Friedrich Hopp den Schuster Amon; nach dem Tod von Scholz im Jahre 1857 übernahm Nestroy die Rolle des Holofernes, Karl Treumann spielte den Joab, Friedrich Hopp den Hohepriester Jojakim, Wilhelm Knaack den Assad.
Ein leicht beschädigtes Originalmanuskript Nestroys ist erhalten, es befindet sich heute in der Handschriftensammlung der Österreichischen Nationalbibliothek (Signatur Ser. nov. 9608). Einige handschriftliche Notizen und Entwürfe sind in der Wienbibliothek im Rathaus aufbewahrt.
Die Partitur von Michael Hebenstreit ist verschollen.

## Hebbel und Nestroy
Hebbel und Nestroy trafen einmal sogar persönlich zusammen, der Feuilletonist und Kritiker Ludwig Speidel hatte sie bei einem Empfang miteinander bekannt gemacht. Er schrieb später darüber:
„Hebbel, der trotz seiner beweglichen Ungelenktheit den Weltmann zu spielen beliebte, ging dem großen Komiker der Leopoldstadt entgegen und begrüßte ihn als Kollegen. Nestroy dankte in seiner verlegenen weise. Zu einem eingehenden Gespräch kam es nicht zwischen ihnen, denn Hebbels Mitteilungsbedürfnis brach sich an der Schüchternheit und Einsilbigkeit Nestroys.“
Diese Begegnung war vermutlich auch der Grund, dass Nestroy, der von Hebbel durchaus beeindruckt war, Hemmungen hatte, sich zu der Parodie zu bekennen. Erst nach einiger Zeit gab er seine Anonymität auf und verurteilte die gesprochenen Sätze in Hebbels Werk als „phrasenhaft und trivial […] wenn sie sich auch aufbauschen mögen“. Gerade die Tatsache, dass er es hier mit einem wirklich ausgezeichneten Schriftsteller zu tun hatte, trieb ihn zu dieser scharfen Kritik des diesem Spiel aufgesetzten Pathos.
Ursprünglich war Hebbel von Nestroy durchaus begeistert gewesen, so schrieb er am 27. Juni 1847, nachdem er die Posse Der Schützling gesehen hatte, in sein Tagebuch:
„[…] ich selbst klatschte wacker mit […] aber ich verkenne durchaus nicht sein gesundes Naturell, sein tüchtiges Talent und schätze ihn höher wie das Meiste, was sich in Wien auf Jamben-Stelzen um ihn herum bewegt.“
Nach der Lüftung des Autoren-Inkognitos von Judith und Holofernes zeigte sich Hebbel allerdings gegen Nestroy schwer erzürnt.

## Die Personen der Handlung
Im Prinzip übernimmt Nestroy alle Charaktere des Originals, bis auf die eigentliche Hauptperson Judith. Er erfindet stattdessen den Bruder Joab, der die Rolle der Judith übernimmt und dem Holofernes vorgaukelt, er sei eine Frau.
| Person      | bei Hebbel | bei Nestroy |
| ----------- | --- | --- |
| Holofernes  | er ist eitel, jähzornig und ungläubig | diese Eigenschaften werden parodistisch stark übertrieben |
| Judith/Joab | verwitwete Jungfrau rettet Bethulien, indem sie ins Lager des Holofernes eindringt und ihn nach ihrer Vergewaltigung ermordet, eine tugendhafte Frau, die gottesfürchtig lebt | Parodie Judiths, durch ihren Bruder ersetzt; Joab ist nicht so moralisch wie seine Schwester, aber von der Wichtigkeit seiner Mission überzeugt, trotzdem denkt er ans Geld und an die Aktien |
| Jojakim     | ein biblischer Gottesdiener, abseits der Realität, im Notfalle hilflos, ist mit den anderen Personen nicht verwandt                                                           | Vater Judiths und Joabs, ist in der Gefahr ratlos, seine einzige Sorge ist, die Aktien würden fallen                                                                                          |
| Achior      | will die Hebräer schützen und warnt deshalb Holofernes vor dem Zorn ihres Gottes, soll mit ihnen deshalb sterben                                                              | ganz anders; misstraut Judith, ist Holofernes treu ergeben und bleibt bis zum Ende bei ihm |
| Mirza       | die treu ergebene Magd Judiths und gleichzeitig ihre beste Freundin, folgt ihr ins Lager des Holofernes, Vermittlerperson zwischen Ephraim und Judith                         | im Gegensatz zum Original weniger bedeutend, lediglich Begleiterin Joabs ins Lager des Holofernes, kennt seine Identität und fürchtet, dass dies entdeckt wird                                |
| Daniel      | spricht 30 Jahre lang kein Wort, um dann zu sagen, dass sein Bruder gesteinigt werden soll; sein Handeln ist vollkommen unklar, als würde Gott wirklich aus ihm sprechen      | besonders stark parodiert, erhebt die Stimme gegen alle, bei denen er Schulden hat; als er auch gegen seinen Bruder spricht, hält ihn das Volk für verrückt                                   |
| Bethulier   | fromme Juden, die dennoch teilweise ihre Gottesfurcht verlieren, Charakteristik scheint direkt der Bibel entnommen zu sein                                                    | klischeehafte Darstellung der Juden, sie denken nur an Geld und Aktien und haben keine Ahnung von Ackerbau oder Kriegsführung                                                                 |
| Manasses    | im biblischen Buch Judit ist erwähnt, dass die Witwe mit Manasses verheiratet war; von Hebbel wird die Sexualproblematik in dieser Beziehung angedeutet                       | während Judith im Hebbelschen Original traurig über ihre vergangene Ehe ist, macht Joab über Manasses Witze in Knittelversen, die dies noch verstärken                                        |

## Zeitgenössische Rezeption
Mehrere zeitgenössische Kritiker standen dem Stück mit gemischten Gefühlen gegenüber, es war eines der umstrittensten Werke Nestroys.
In der Allgemeinen Österreichischen Zeitung vom 15. März 1849 (Nr. 73, S. 506) wurde behauptet, Nestroy habe zwar als „berechtigtes Mittel in der Komik“ die Travestie verwendet, jedoch Hebbels Absicht völlig missverstanden und am 18. März (Nr. 76, S. 529 f.) abschließend festgestellt:
„Sonderbar, was der Herr Verfasser Travestie nennt. Ist das eine Carricatur, wenn man aus einem Göttersohne einen Strohmann macht und ihn mit Koth besudelt?“
Im Wanderer vom 15. März 1849 (Nr. 63) wurde zwar die Idee an sich gutgeheißen, verschiedene Aspekte aber kritisiert, besonders ein Couplet über die Juden-Emanzipation (Joab/Nestroy in der 14. Szene). Dass Direktor Carl den Jahrestag der Märzrevolution am 17. März 1849 mit einem Festakt feierte, bei dem Judith und Holofernes aufgeführt wurde, stieß in derselben Zeitung auf völliges Unverständnis. Auch die Ost-Deutsche Post vom 18. März (Nr. 50) warf dem (vorerst anonym gebliebenen) Autor eine judenfeindliche Gesinnung vor.
Die Wiener Zeitschrift vom 15. März (Nr. 52, S. 207 f.) übte scharfe Kritik:
„Es ist mir unbegreiflich, wie ein Theaterdirektor in der Residenz seine Bühne zu einem Machwerke herleihen konnte, in welchem Dummheit, Gemeinheit und Trivialität zu einem babylonischen Thurme aufgeschichtet sind, es ist mir unbegreiflich, wie ein Direktor, der eine solche Menge ergebener Diener um sich hat, unter allen seinen Rathgebern und Consulenten keinen Einzigen hat, der gegen einen solchen Mißgriff einspruch gethan, oder mindestens Vorstellungen gemacht hätte.“
Der Humorist von Moritz Gottlieb Saphir vom 15. März (Nr. 63) kritisierte besonders die Verwendung von Deutsch mit jiddischem Einschlag; außerdem hätte der Rezensent lieber Nestroy in der Rolle des Hohepriesters und die damals sehr beliebte Vaudeville-Soubrette in Direktor Carls Ensemble, Frau Ida Brüning-Wohlbrück, Gattin von Franz Schuselka, als Judith gesehen. Hebenstreits Musik wurde ebenfalls negativ beurteilt.
Lediglich in der Wiener Theaterzeitung von Adolf Bäuerle war eine positive Rezension zu lesen. Der bekannt judenfeindliche Theaterkritiker des Blattes, Adolph C. Naske, hielt die Wahl des Stoffes für gut gelungen und lobte besonders die Passagen, die von seinen Kollegen als judenfeindlich bezeichnet worden waren.
Die Wiederaufnahme des Werkes ins Theaterprogramm im Jahre 1856 – wobei Nestroy nun als Autor genannt worden war – brachte wesentlich moderatere Kritiken hervor, wobei besonders Treumann als Joab/Judith und Nestroy als Holofernes gelobt wurden.

## Spätere Interpretationen
Die neuzeitlichen Bewertungen sehen das Stück in einem völlig anderen Licht: Das Werk ist (nach Helmut Ahrens) „eines der scharfzüngigsten, witzigsten Stücke Johann Nestroys“; Otto Rommel nennt es „eines seiner genialsten Werke“ und „geradezu ein Musterbeispiel der Parodie“.
John R. P. McKenzie sieht im Stücke einen letzten Hinweis auf Ereignisse und Geisteshaltung während der Revolution von 1848/1849 im Kaisertum Österreich und beispielsweise in der Belagerung Bethuliens durch Holofernes eine Parallele zur Belagerung Wiens durch Alfred I. zu Windisch-Graetz. Er erklärt den Erfolg des Werkes in der „eigenartigen Verschmelzung von Parodie und politischer Satire“. In der Literaturwissenschaft sei allerdings die Verwandlung der hebräischen Bevölkerung Bethuliens in Juden der Wiener Leopoldstadt zum Streitobjekt geworden, ob Nestroy hier ein bewusst judenfeindliches Werk geschaffen habe. Dies erkläre auch die wenigen Aufführungen nach 1945.
Franz H. Mautner zählt diese Parodie zu den klassischen der deutschsprachigen Literatur. Besonders der Teil, der in Holofernes’ Lager spielt (die Szenen 1–9 und 21–24), sei „die denkbar schärfste kritische Parodie an Hebbels Jugendwerk, der unerträglich-hyperbolischen Kraftmeierei und der geschmack- und anschauungslosen Bildersprache des Holofernes“. Die Szenen in Bethulien wären als Gegensatz dazu eine reine Ulkparodie: Nestroy lasse die Bürger Bethuliens wie karikierte jüdische Geschäftsleute aus dem Wien seiner Zeit agieren.
Karl Kraus stellt fest, dass Nestroy die charakteristischen Unzulänglichkeiten des Hebbelschen Sprachstils mit so minimalen Änderungen zu entlarven verstand, „daß die Parodie von Hebbel ist und nicht von Nestroy“.